# Representation of the People Act 1884
Der Representation of the People Act 1884 war eine bedeutende Wahlrechtsreform im Vereinigten Königreich im Jahre 1884.

## Wahlrechtsreform 1884
Das Gesetz war die dritte wichtige Wahlrechtsreform nach dem Reform Act von 1832 und dem Reform Act von 1867. Dadurch erlangten auch die Landarbeiter das Wahlrecht.

## Reform der Wahlkreisordnung 1885
Ein Jahr darauf wurde auch die Wahlkreisordnung reformiert (Redistribution Act). Bis 1885 waren die Wahlkreise durch je zwei Abgeordnete vertreten worden. Fortan wurden nur noch in der City of London, in 20 Mittelstädten und in den Universitätswahlkreisen zwei Abgeordnete gewählt.